# Hellebronth Vilmos
Vitéz Hellebronth Vilmos (Kassa, 1895. február 24. – Budapest, 1971. május 20.) katona a második világháborúban, politikus, miniszter a Szálasi-kormányban.

## Életpályája
Krantz Vilmosként született. Édesapja a polgári származású Krantz Emil, édesanyja Kraatz Margit (1873-1944). Felesége a nemesi származású tiszabeöi Hellebronth Ilona, tiszabeöi Hellebronth Antal (1858-?), császári és királyi tüzérkapitány, és monteferri Petrini Frida lánya volt. Házassága után felvette a neje családnevét. 
A Ludovika Akadémia elvégzése után az első világháborúban tüzérfőhadnagy, majd a tüzérségi felügyelőség tisztje. A Műegyetemen mérnöki oklevelet szerzett. Vezérkari alezredes lett, majd a Honvédelmi Minisztériumban a fegyverzeti anyagellátás osztályvezetője (1938–40); vezérkari ezredes (1939), a légierő V. (anyagi és elvi ügyek) csoportfőnöke (1941–44), a repülőipari kormánybiztosság vezetője (1941), végül vezérőrnagy (1942) lett. 
Keleti frontszolgálatát követően a nyilas puccs (1944. okt. 15.) után a háborús termelés folyamatos vezetésével megbízott tárca nélküli miniszter (1944. okt. 16. – 1945. márc.), majd altábornagy (1944) lett. Államközi megállapodást kötött a németekkel a hadianyaggyárak kitelepítésére; Németországba telepítette a bombázások után megmaradt Duna Repülőgépgyárat és a Magyar Állami Vas-, Acél- és Gépgyárak (MÁVAG) repülőgép osztályát. 
Amerikai fogságba esett, hazahozták; mint háborús bűnöst a Népbíróság elsőfokon életfogytiglanra, másodfokon golyó általi halálra ítélte. Köztársasági elnöki kegyelem folytán 1946. október 21-én életfogytiglani börtönt kapott. 1963-ban helyezték szabadlábra. Haláláig fordítóként dolgozott. A Farkasréti temetőben lelt örök nyugalomra.